# Цири Варвара
Цири Варвара (на гръцки: Τσίρι Βάρβαρα) е еднодневен обичай в македонския град Суровичево (Аминдео), Гърция.
Обичаят се провежда всяка година на 3 декември в навечерието на Варварин ден – празника на Света Варвара. Цял ден жителите трупат дърва в центъра на градчето, за да се запалят през нощта. При запалването на огъня всички възкликват „Цири-цири Варвара“ и празникът започва. Хората се събират около огъня, пият, ядат и танцуват на музика, свирена от местни духови оркестри цяла нощ.
Обичаят има римски произход, като символизира победата над огъня, пожелание за добра година, желанието за премахване на злите духове. Християнската версия е обвързала обичая със светицата Варвара, която не могла да бъде изгорена, тъй като факлите загсвали като се приближат към нея. В края на ноември селскостопанската работа замира и, за да посрещнат настъпващата люта зима, хората почистват дворовете, кошарите, къщите и огъня на Света Варвара – деня, в който се смята, че настъпва зимата – служи, за да се изгорят отпадъците.
- Обичаят през 2014 година
- Обичаят през 2014 година